# محافظة أضم
محافظة أضم هي محافظة سعودية تابعة لإمارة منطقة مكة المكرمة.

## التاريخ
في عام 1433هـ صدر مرسوم ملكي يقضي بتحويل مدينة أضم لمحافظة مستقلة بأمر من خادم الحرمين الشريفين الملك عبد الله بن عبد العزيز آل سعود بعد أن كانت تابعة إداريًا لمحافظة الليث.

## الموقع
تقع في الجنوب الغربي للمملكة العربية السعودية في تهامة الحجاز على امتداد خطوط الطول (45-40 و41) وخطوط العرض (15-20 و30-20) وتبعد عن مكة المكرمة جغرافيا 150 كيلو مترا تقريباً. تعد المنطقة منطقة جبلية وتحتوي على الكثير من الآثار والحصون والقلاع مما يجعلها منطقة سياحية بالدرجة الأولى.

## السكان
بلغ عدد سكان محافظة أضم (33,958) نسمة حسب تعداد السعودية 2022، وعدد السعوديين (29,074) نسمة، وعدد غير السعوديين (4,884).

## المناخ
مناخ مدينة أضم حار في فصل الصيف ودافئ في فصل الشتاء وتتساقط الأمطار في فصل الشتاء وأحيانا في فصل الصيف.

## الجغرافيا
بالنسبة للطبيعة الجغرافية فالمنطقة جبلية ووعرة وتقع ضمن نطاق سلسلة جبال تهامة، ومن أشهر الجبال الموجودة بالمنطقة جبل حُبٓيْنٓة وجبل النعاصة وجبل عٓفٓف وجبل خبايب وجبل هٓرْمٓان كما تتخلل المنطقة العديد من الأودية أهمها وأكبرها وادي إضم ووادي العرج ووادي الجائزة.

## المراكز والقرى التابعة
تضم محافظة أضم العديد من القرى منها: (الجائزة، الأعلى، زيزاه، لفقة، العُشَرَات، القرن، دامِسة، القُرشوع، الروضة، الدَحْلَة، خليف، العبلاء، الأريكة، الحُلَي، القريع، ضُبَيعَة، آذان، العزيزية، الشَهْباء، دَوْشَة، النُعيمات، القرين، الضِّحِي، وادي العَرج، قرى، خبة المُحَضَّر، أبو الصفا، القوبع، مصرحه، الصلاية، قفيلان، مقتّم، الرُفغه، المُهد، الرحاب، مركز المرقبان، مركز حقال، مركز ربوع العين، الغرات، الجب، الدومة، قرى بني عَفِيف، قَرَاض، المَقِر، اللِبَاط، مُصَادِم، صوان، سِرْقَا، أم الحجر، الصَار، الحَبْواء، حٓلْيَة، حَرَاض، كُرْ، بَخْيان،
صَحَاح، أم حطب، طِفَاف، الحِضْبَة، القبع، السلام، قرى الفحو بني جابر).

## المعالم السياحية
مدينة أضم تعد من المناطق السياحية حيث يتواجد بها العديد من المعالم الأثرية والمواقع السياحية وتحتوي بين جنباتها على القلاع (الحصون) التي تشد من انتباه الزائر لها لكثرتها في المنطقة وكانت مهمتها الأساسية كأبراج مراقبة في العصر القديم وتقع هذه القلاع في أعلى الجبال التي تحتوي هذه الجبال على رسومات ونقوش أثرية ما زالت تحتفظ بألوانها حتى يومنا هذا، وهي دليل واضح على الحضارات السابقة، وفيما يلي بعض المعالم الأثرية التابعة لأضم:
- سوق الثلاثاء: هو سوق أهل أضم وما جاورها من قديم الزمان كان في القديم يقع أسفل جبل هرمان بالقرب من وادي أضم ولكن في الحاضر نقل إلى داخل المدينة، مستمر طول العام.
- غار خشيشان: وهو كهف صخري يوجد به وعول منقوشة بلون أحمر وهي مادة غير معروفة استخدمت للنقش جديرة بالبحث والدراسة حيث لم تتأثر بعوامل التعرية ولم يعرف تاريخيا حتى بين كبار السن.
- صخرة أبو النقور: وهي عبارة عن صخرة فوق تل صغير بها نقوش تشبه الحروف (الحميرية) يعتقد أنها من آثار القوافل التي كانت تمر بالمنطقة متجهة إلى اليمن وقد اكتسبت التسمية من هذه النقوش.
- سد الخرار: وهو عبارة عن دعاء منقوش بالخط الكوفي جاء فيه (صلوات الله على محمد) (اللهم مالك الملك) وهو نقش قديم جدًا، إذ إن بعض الكلمات لم تكن واضحة ولا يمكن الوصول إلى هذا المكان إلا بالتسلق عبر سلسلة من الصخور شديدة الانحدار إلا أن ذلك محفوف بالمخاطر ويحتاج إلى مغامرة.
- حصن الـمٓشِيد: وهو حصن مبني من الحجر على تل يحيط به دور قديمة يتكون من طابقين يظهر الطابق العلوي في حلة جميلة مطرزة بحجارة المرو ليشكل مثلثات ولكن فقد تعرضت بعض أجزائه للتصدعات وهو آيل للسقوط إذا لم يتم إصلاح هذه التصدعات.
- حصن الجب: يقع في قرية الجب وهو حصن مشهور ويتكون من طابقين ويحيط به العديد من الدور القديمة.
- حصن الأعلى: يقع على تل ويتكون من طابقين الطابق العلوي مطرز بحجارة المرو التي جعلته يبدو في فن معماري متقن كما يتخلل الطابق العلوي فتحات جعلت من أجل المراقبة حيث أنه يطل على وادي أضم.
- حصن الشيخ أحمد بن مسعود: وقد اكتسبت هذه التسمية نسبة إلى بانيه من عائلة ابن مسعود.
- غار الرويحة: وهو صخرة ضخمة يتوسطها كهف متوسط العمق على ضفة وادي العرج به بعض النقوش المختلفة وهي نقوش قديمة بعضها يشبه الحروف الحميرية والبعض الآخر يشبه الكف والقدم ويبدو أنه سمي بذلك لكونه مكانًا مناسبًا للراحة من عناء المسير.
- حصن ملحة: يقع أسفل جبل حبينة وهو حصن ضخم استخدمت في بنائه حجارة كبيرة عليها بعض النقوش يتكون من طابقين يتخلل الطابق العلوي بعض الفتحات الصغيرة التي كانت تستخد للمراقبة.
- آثار الضحي: هي عبارة عن وعول منقوشة على صخرة بقرية الضحي لم يعرف تاريخها ولكن تبدو أنها قديمة حيث ذهب بعضها نتيجة انفصال جزء من هذه الصخرة.
- قرية العُشَرَات: تحتوي هذه القرية على العديد والكثير من الدُور (البيوت) والتي تحتوي على قطع وأدوات نادرة لأهالي تلك الدُور ولكن يصعب الوصول لتلك القرية بسبب وجودها فوق جبل ولا يوجد طريق موصل للقرية.
- حصن حَافِش: حصن حافش هذه القلعة الضاربة في جذور التاريخ إحدى معالم أضم، شيد من 200 عام تقريبًا ويوجد بجانبها أطلال تكاد أن تختفي من عوامل التعرية تعود ملكيته إلى عائلة (آل حافش).
- جبلا العلنصى والنعامة: جبلا العلنصى والنعامة من أكثر المعالم شهرة بالقرى التابعة لمحافظة أضم ويقعان بالقرب من قرى المحضّر بوادي العرج، ويعرفان هذان الجبلان بارتفاعهما الشاهق حيث تتم مشاهدتهما من محافظة أضم. وتحتوي على بعض الحصون والمواقع الاثرية لسكان قرى المحضّر قديما.
- جبل أيّا: جبل أيّا من أروع الجبال الوجودة بوادي العرج ويقع الجبل بالقرب من مركز المرقبان، ويمتاز هذا الجبل بروعة طبيعته الخلّابه نظرا لارتفاعه الشاهق.
- ريع العُلطة وريع الغَلق: يعد كل من ريعا العُلطة والغَلق من أكثر الجبال وعورة، ويقع هذان الجبلان بقرى كساب وهما من الجبال المشهورة بتلك القرى.
- سوق الربوع: سوق الربوع من أشهر الأسواق وهو سوق شعبي يقع في قرى ربوع العين. ويمتاز هذا السوق بكثرة الوافدين إليه لقضاء احتياجاتهم.

## وصلات خارجية
- إمارة مكة المكرمة